# Wallbach (Meiningen)
Wallbach – dzielnica miasta Meiningen w Niemczech, w kraju związkowym Turyngia, w powiecie Schmalkalden-Meiningen. Do 31 grudnia 2018 samodzielna gmina wchodząca w skład wspólnoty administracyjnej Wasungen-Amt Sand. Powierzchnia dzielnicy wynosi 5,07 km², zamieszkiwana jest przez 360 mieszkańców (31 grudnia 2018).

## Osoby urodzone w Wallbach
- Karl Rompel – niemiecki polityk